# ظروف کوباچی

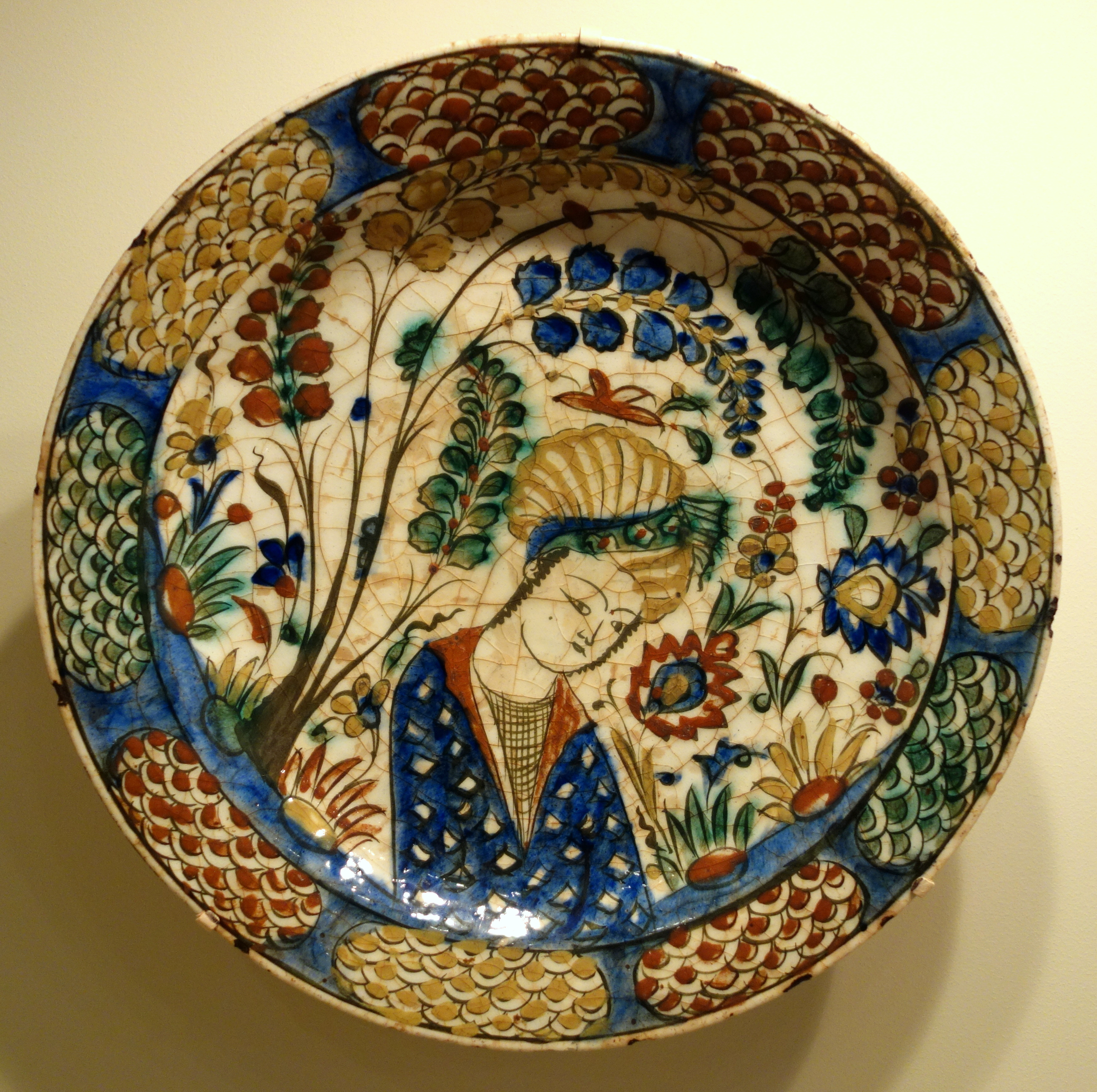
تصویر مرد جوانی روی ظرف کوباچی، شمال ایران، دوره صفویه.

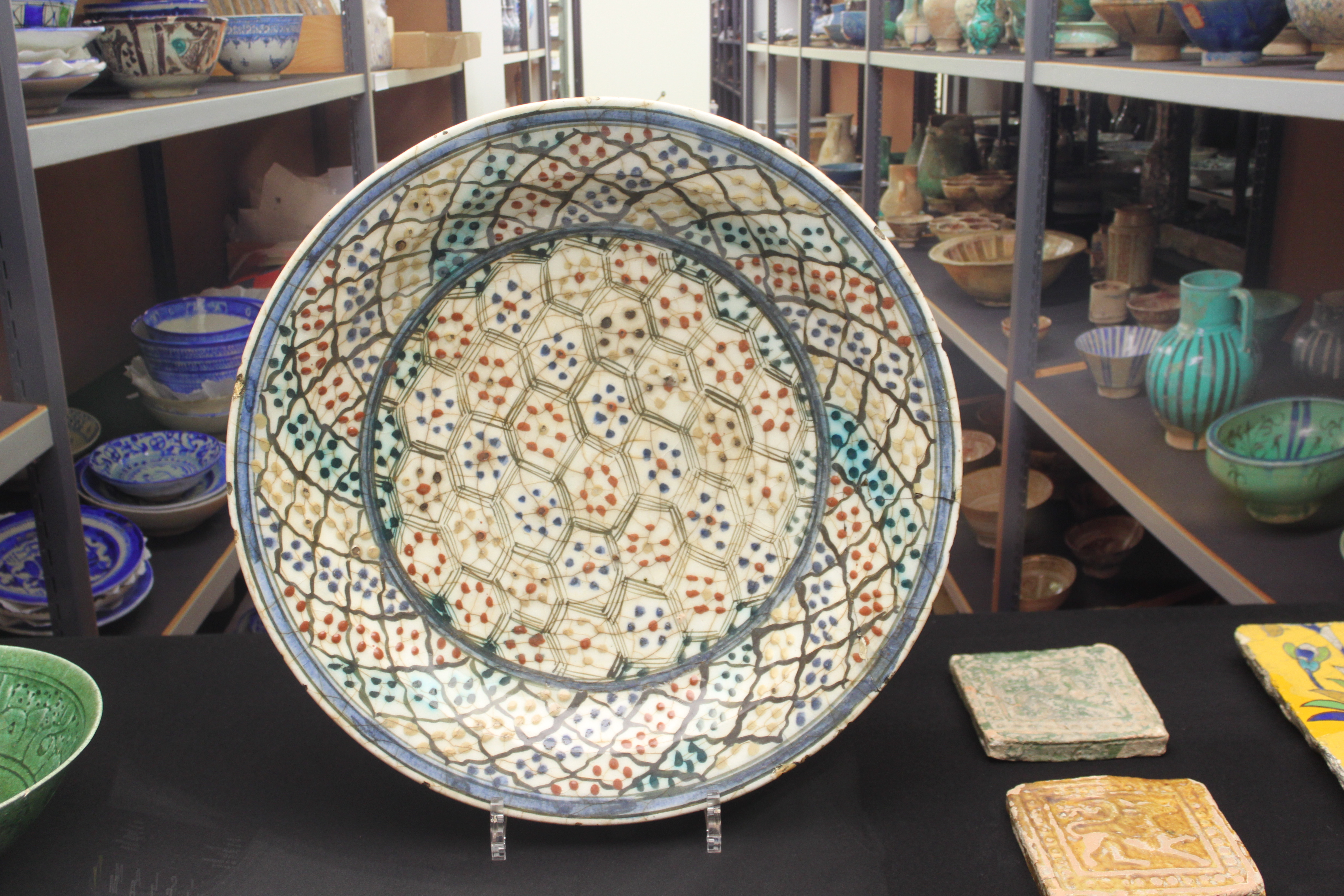
بشقاب کوباچی در موزه آریانا

کوباچی نام شیوه‌ای از سفالگری ایرانی است. اگرچه این شیوه نام خود را از شهر کوباچی در داغستان می‌گیرد، پژوهشگران معتقدند این آثار در اصل در دوران صفویه در شمال غربی ایران تولید شده‌اند. نیشابور، تبریز، اصفهان و مشهد از خاستگاه‌های احتمالی این شیوه به‌شمار می‌روند.
سفالینه‌های کوباچی از فریت و رس ساخته شده‌اند. تزئینات این سفالینه‌ها می‌توانسته شامل لعاب‌های فیروزه‌ای با طرح‌های مشکی باشد، احتمالاً به تقلید از سبز بیدی چینی. دیگر این آثار آبی روی سفید هست، شبیه به سرامیک چینی. اشکال انسان، گیاهان و حیوانات روی این آثار نقاشی می‌شد.
شیوه سفالگری، به ویژه استفاده از پلی کروم و تقلید از سرامیک‌های ایزنیک، تأثیر عثمانی روی این شیوه را نشان می‌دهد. تبریز، یکی از مراکز اصلی تولید کوباچی، در مسیر تجاری با عثمانی‌ها قرار داشت و چندین بار مورد حمله آنها قرار گرفت.

## نام
محل کشف این سفال‌ها شهر کوباچی، واقع در قفقاز، بود. در دهه ۱۸۷۰ میلادی بسیاری از این سفالینه‌ها توسط مجموعه داران اروپایی خریداری شده و به موزه‌های بزرگ اهدا شدند. گرچه این شهر محل تولید این سفالینه‌ها نبوده، اما نامش با آنها گره خورده‌است.

## محل مبدأ
نخستین بازدید کنندگان از کوباچی فرض کردند که این آثار صنایع محلی کوباچی هستند، اما این دیدگاه به سرعت رد شد. از آن زمان چندین تئوری رقیب در مورد محل تولید آنها مطرح شده‌است. پیشنهاد شده‌است که این آثار در واقع محصول کارگاه‌های آموزشی چند شهر است.
تجزیه و تحلیل‌ها نشان می‌دهد که احتمالاً تبریز محل ساخت بسیاری از ظروف کوباچی بوده‌است. ظروف کوباچی سیاه و فیروزه ای به نیشابور نسبت داده شده‌اند. آثار دیگری با استناد به کتیبه‌ها به مشهد نسبت داده شده‌اند. سبک تصویرهای برخی از آثار نشان دهنده پیوندشان با اصفهان است.

## نگارخانه

ظروف کوباچی
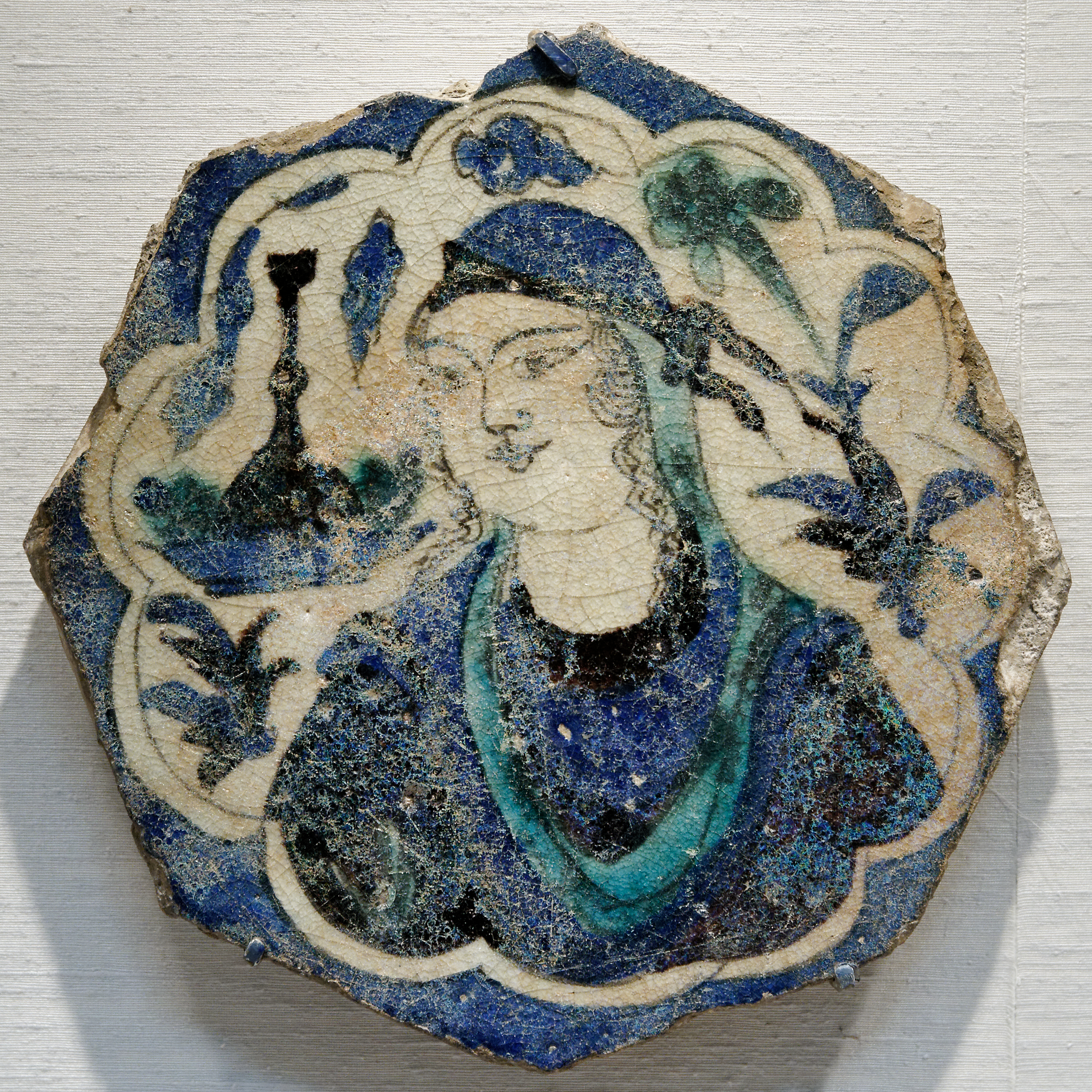
کاشی کوباچی از موزه متروپولیتن در نیویورک
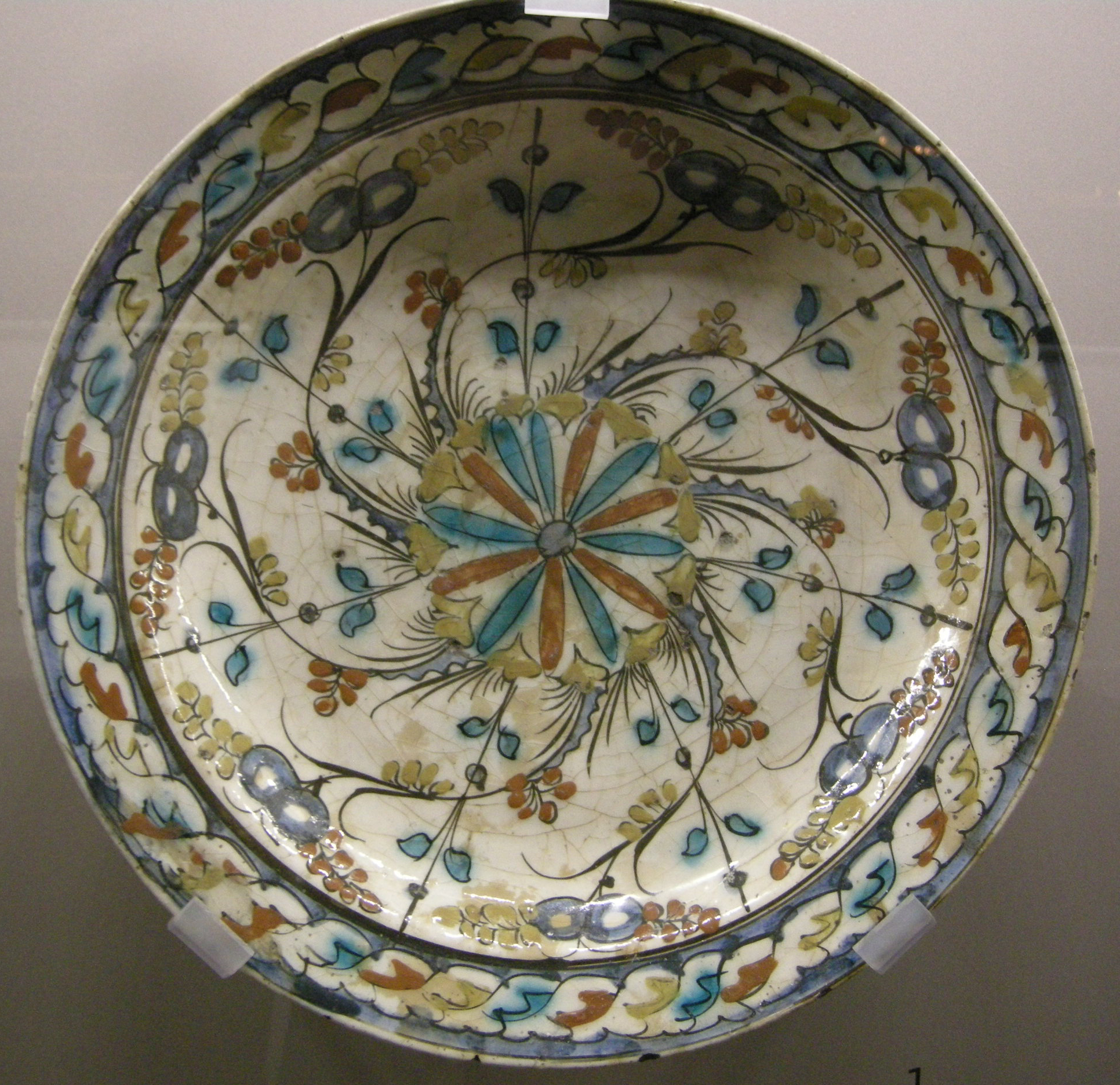
بشقاب کوباچی
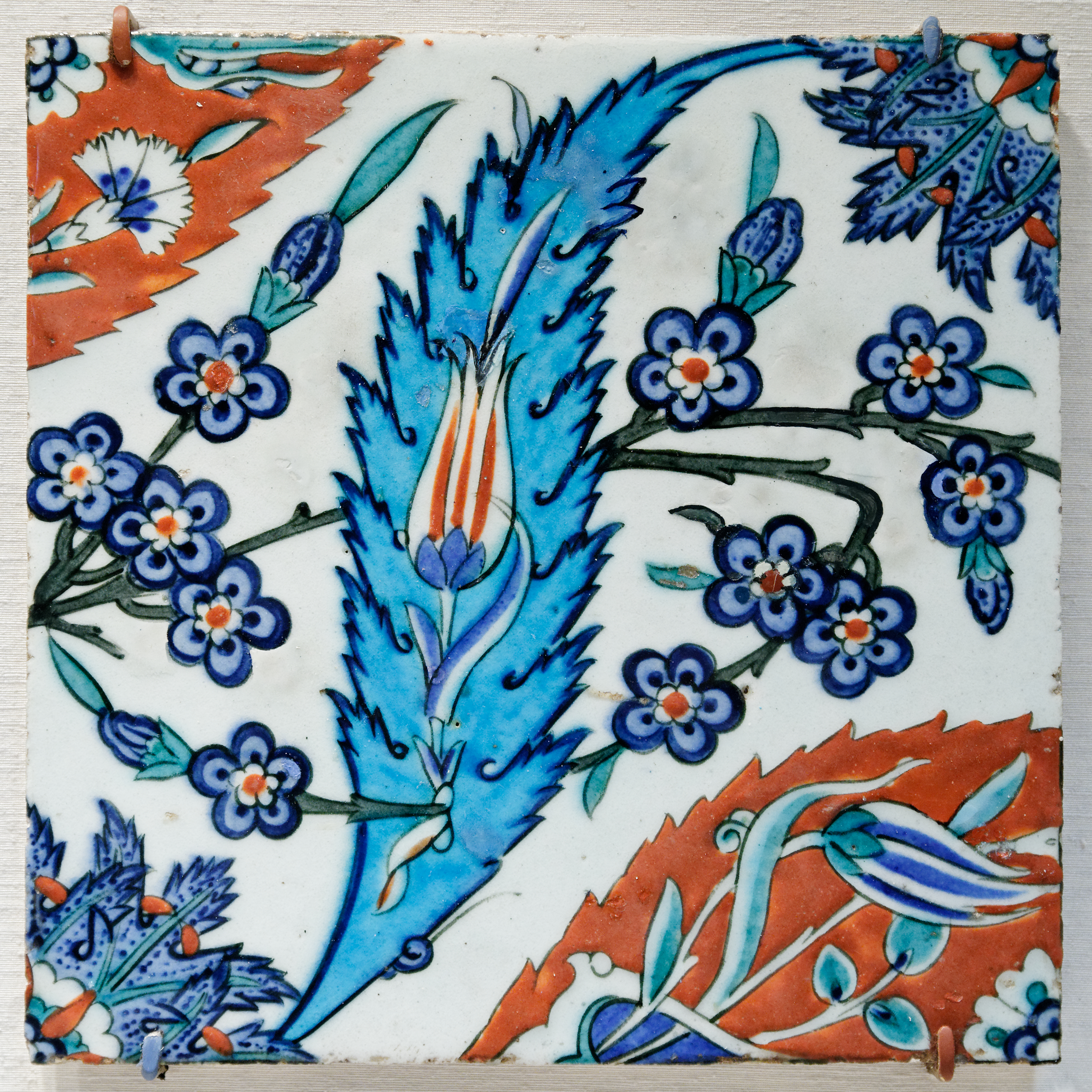
کاشی ایزنیک. احتمالاً سرامیک‌های ترکی بر کوباچی تأثیر گذاشته‌اند.